# 1-es busz (Békéscsaba)
A békéscsabai 1-es jelzésű autóbusz a belvárosi Szabadság tér és a jaminai VOLÁN telep között közlekedik. A viszonylatot a Volánbusz üzemelteti. Ez az egyik járat, amely hétköznap összeköti Erzsébethely városrészt a belvárossal, valamint az autóbusz- és vasúti pályaudvarral.
A vonalon javarészt Ikarus 260.30A-s autóbuszok járnak.

## Jellemzői
A tanulók számára kedvező, hogy Békéscsaba igen sok iskolája mellett elhalad, illetve érinti a belváros több pontját, valamint az autóbusz-és vasúti pályaudvart is.

## Útvonala
| VOLÁN telep felé | Szabadság tér felé |
| --- | --- |
| - Szabadság tér - Bartók Béla út - Petőfi utca - Andrássy út - Temető sor - Orosházi út - Gyár utcai körforgalom - Orosházi út - Madách utca - Kolozsvári utca - Pataky László utca - Szarvasi út - VOLÁN telep | - VOLÁN telep - Szarvasi út - Pataky László utca - Kolozsvári utca - Madách utca - Orosházi út - Gyár utcai körforgalom - Orosházi út - Temető sor - Andrássy út - Petőfi utca - Bartók Béla út - Szabadság tér |

## Megállóhelyei
| 0  | Szabadság tér végállomás | 23 | 3, 3M, 3V, 4, 7F "B" útvonalon, 17, 17M, 17V | Békéscsabai Bartók Béla Művészeti Szakközépiskola, és Alapfokú Művészetoktatási Intézmény, Zeneiskola, Békéscsabai Járási Hivatal, Békéscsabai Városi Önkormányzat, Fegyveres Erők Klubja, Fiume Hotel, Jókai Színház, K&H Bank, Magyar Államkincstár Dél-Alföldi Regionális Igazgatóság, MKB Bank, OTP Park, Sas Patika, Városháza |
| 2  | Haán Lajos utca          | 21 | 3, 3M, 3V, 4, 7F, 17V helyközi-országos autóbuszjáratok: Debrecen, Szeged, Szentes regionális autóbuszjáratok: Battonya, Békésszentandrás, Dombegyház, Elek, Geszt, Gyomaendrőd, Gyula, Mezőkovácsháza, Orosháza, Szarvas, Tótkomlós, Újkígyós, Vésztő | Békéscsabai Belvárosi Általános Iskola és Gimnázium, Békéscsabai Rendőrkapitányság, Békéscsaba 1-es posta, Magyar Államkincstár - Állampénztári Ügyfélszolgálat |
| 4  | Petőfi utca              | 19 | 3, 3M, 3V, 4, 7F, 17V | Békéscsabai Petőfi Utcai Általános Iskola |
| 6  | Petőfi liget             | 17 | 3, 3M, 3V, 4, 5 Autóbusz-állomás felé, 7, 7F, 8 Linamar felé, 8A Tesco felé, 8V Tesco felé, 17V, 20 Autóbusz-állomás felé | Angyalos-kút, Békéscsabai Petőfi Utcai Általános Iskola, BSZC Kemény Gábor Technikum, Trianon tér Csaba Center: Békéscsaba Center Posta, Hervis, Media Markt, Spar, Telenor, T-Pont, Vodafone |
| 7  | Andrássy Gimnázium       | 16 | 3, 3M, 3V, 4, 5, 7, 7F, 17V, 20 | Andrássy Gyula Gimnázium és Kollégium, Katonai Igazgatási és Érdekvédelmi Iroda, VOKE Vasutas Művelődési Háza és Könyvtára, Aldi, Rossmann, KiK |
| 9  | Autóbusz-állomás         | 14 | 3, 3M, 3V, 4, 5, 7, 7F, 8, 8A, 8V, 17V, 20 120 (Budapest – Szolnok – Lökösháza), 121 (Békéscsaba – Mezőhegyes – Makó – Újszeged), 128 (Békéscsaba – Kötegyán – Vésztő), 135 (Békéscsaba – Orosháza – Hódmezővásárhely – Szeged) helyközi-országos autóbuszjáratok: Budapest-Népliget, Debrecen, Eger, Hajdúszoboszló, Karcag, Kecskemét, Kunszentmárton, Miskolc, Pécs, Szeged, Szentes, Szolnok, Zalaegerszeg regionális autóbuszjáratok: Battonya, Békés, Békéssámson, Békésszentandrás, Bélmegyer, Csanádapáca, Csorvás, Dévaványa, Doboz, Dombegyház, Elek, Füzesgyarmat, Gerendás, Geszt, Gyomaendrőd, Gyula, Kamut, Kaszaper, Kétsoprony, Kondoros, Köröstarcsa, Kunágota, Medgyesbodzás, Medgyesegyháza, Mezőberény, Mezőkovácsháza, Orosháza, Sarkad, Szabadkígyós, Szarvas, Szeghalom, Telekgerendás, Tótkomlós, Újkígyós, Vésztő | Békéscsaba vasútállomás Helyközi autóbusz-állomás Obi Áruház, Penny Market |
| 11 | Gyár utca                | 12 | 3, 3M, 3V, 4 regionális autóbuszjáratok: Doboz, Telekgerendás | Kézműves Szakközépiskola és Alapfokú Művészeti Iskola, Kondorosi Takarékszövetkezet Gyár utcai körforgalom Orosházi úti felüljáró |
| 13 | Madách utca              | 10 | 3, 3M, 3V, 4 regionális autóbuszjáratok: Battonya, Békéssámson, Csanádapáca, Doboz, Kaszaper, Medgyesegyháza, Orosháza, Telekgerendás, Tótkomlós | Erzsébethelyi Általános Iskola, Evangélikus templom, Kútház |
| 15 | Tompa utca               | 8  | közvetve: 3, 3M, 3V közvetve és közvetlenül egyaránt: 4 | |
| 17 | Batsányi utca            | 6  | közvetve: 3, 3M, 3V közvetve és közvetlenül egyaránt: 4 | Coop, Jézus Szíve katolikus templom, Kolozsvári utcai Orvosi Rendelők, Békéscsaba 3-as posta Kapcsolat a Belvárossal: Repülőhíd (kerékpáros és gyalogos forgalom) - cca. 0,45 km |
| 18 | Rózsa utca               | 5  | közvetve: 3, 3M, 3V közvetve és közvetlenül egyaránt: 4 | |
| 19 | Tavasz utca              | 4  | közvetve: 3, 3M, 3V közvetve és közvetlenül egyaránt: 4 | |
| 20 | Franklin utca            | 3  | 4 | Kapcsolat a Belvárossal: Franklin utca-Szerdahelyi út (közúti, kerékpáros és gyalogos forgalom) - cca. 0,70 km |
| 21 | Stromfeld utca           | 2  | | |
| 23 | VOLÁN telep végállomás   | 0  | 8 helyközi-országos autóbuszjáratok: Budapest-Népliget, Debrecen, Kecskemét, Kunszentmárton, Pécs, Szeged, Szolnok, Zalaegerszeg regionális autóbuszjáratok: Békésszentandrás, Csorvás, Gerendás, Gyula, Kétsoprony, Kondoros, Orosháza, Szarvas, Telekgerendás | Szarvasi úti autóbusz-telephely OMV Töltőállomás |

## Kiegészítések

### Aktív
- Veres P. u.-Malom tér járatok (A): 6.55-től összetett, Veres P. u.-Franklin u.-Malom tér útvonalú járat is indul.
- Hirschmann járatok (h): Néhány járat a Hirschmann érintésével (Hirschmann-Szabadság tér / Szabadság tér-Hirschmann-VOLÁN telep) közlekedik.
- Szabadság tér-Hirschmann-Malom tér járatok (mh): Munkanapokon 6.50-től és 7.20-től a Hirschmann-t érintő, Malom térig közlekedő járat indul.
- Szabadság tér-Malom tér járatok (m): Néhány járat a Malom térig/től közlekedik.

### Megszűnt
- VOLÁN telep járatok (v): 2014-2016 között néhány járat a VOLÁN telep érintésével közlekedett (ez idő alatt eltért a menetrend).
- Linamar járatok (L): 2014-2016 között néhány járat a Linamar érintésével közlekedett.
- Gyorsjáratok (G): Korábban néhány járat a Frankin utcáig/utcától közlekedett.
- Autóbusz-állomás-Mezőgép járatok (V): Korábban néhány járat az Autóbusz-állomás és a Mezőgép között közlekedett.

## Változások
A Szent István tér lezárása miatt a busz útvonala 2012. október 1-től megváltozott. Az 1-es buszok innentől a Szabadság térről indulva csak a VOLÁN telep-ig közlekedik, így már nem érinti a Baross utcát sem. A párhuzamosan közlekedő 2-es busz megszűnése miatt megszűnt az 1-2 körjárat. Az utóbbi busz megszűnése és az 5-ös busz menetrend-módosítása miatt megszűnt az 1-2-5 összekapcsolása is.

## Külső hivatkozások
- Békéscsaba buszjáratai és menetrendjük
- A Volánbusz Zrt. honlapja
- A Körös Volán honlapja
- Változik a buszok útvonala, új megállók épülnek - Csabai Mérleg
- A Körös Volán autóbuszainak listája Archiválva 2016. március 5-i dátummal a Wayback Machine-ben
- Utcák és közterületek átnevezése Archiválva 2013. december 19-i dátummal a Wayback Machine-ben
- Közlekedési változások az Orosházi úti felüljáró lezárása után